# Einsteinův prstenec

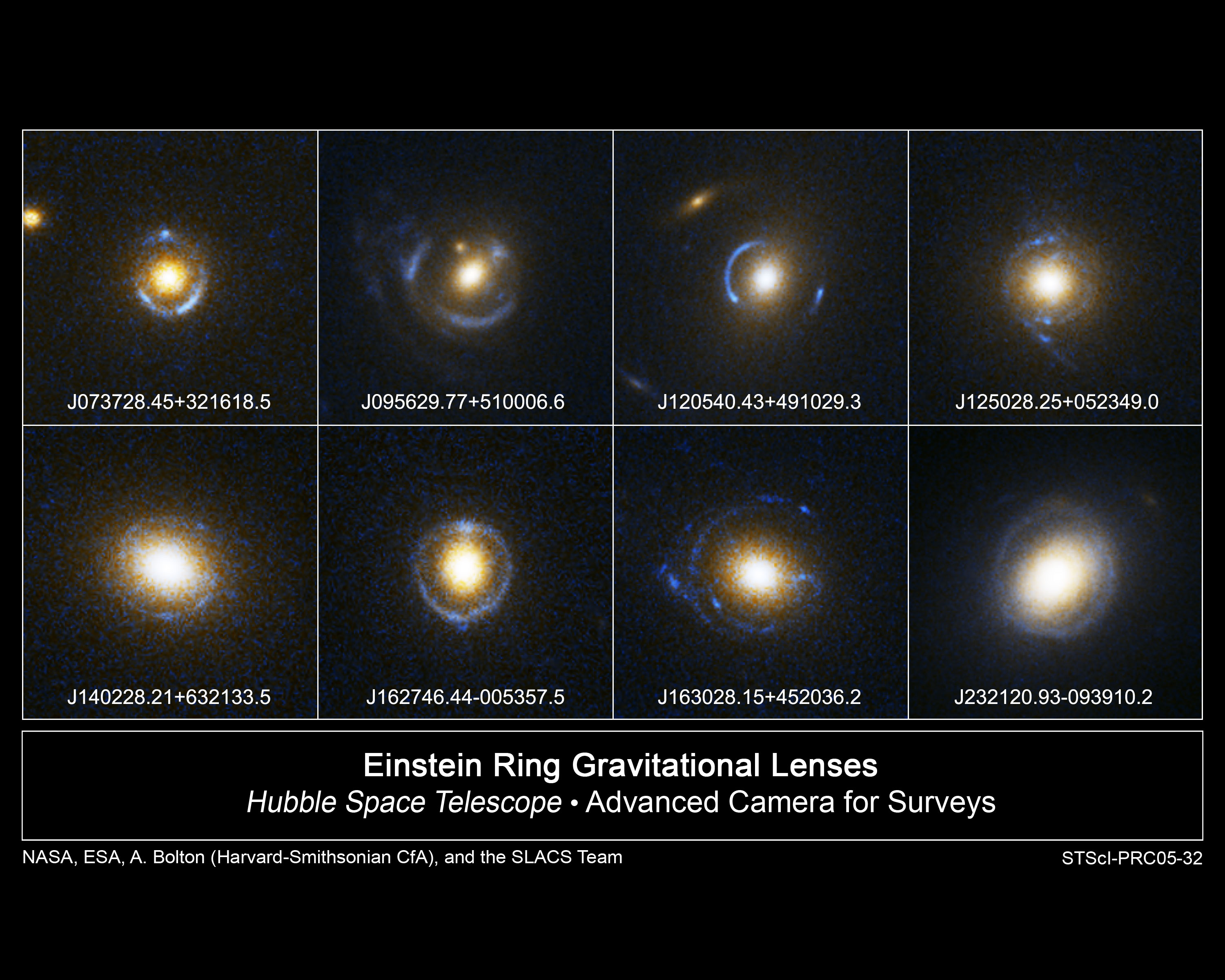
Příklady Einsteinových prstenců

Einsteinův prstenec nebo také Einsteinův prsten, Einsteinův prstýnek[zdroj⁠?!] představuje v astronomii kruhovou deformaci světla ze zdroje (galaxie nebo hvězda) díky gravitační čočce, kterou tvoří objekt s velmi velkou hmotností (jiná galaxie nebo černá díra). Tento jev nastává když se gravitační čočka nachází na spojnici mezi zdrojem světla a pozorovatelem. První úplný Einsteinův prstenec, označený jako B1938 + 666, byl objeven díky spolupráci astronomů z Michiganské univerzity a týmem NASA Hubble Space Telescope v roce 1998.

## Úvod
Gravitační čočku předpověděla Einsteinova obecná teorie relativity. Světlo ze zdroje se nešíří přímočaře (ve třech rozměrech), ale po trajektorii časoprostoru zakřiveného přítomností velmi hmotného objektu. Einsteinův prstenec představuje speciální případ gravitační čočky, způsobený přesným zarovnáním zdroje, čočky a pozorovatele, což způsobí symetrii v okolí čočky a vytvoří prstencovou strukturu.

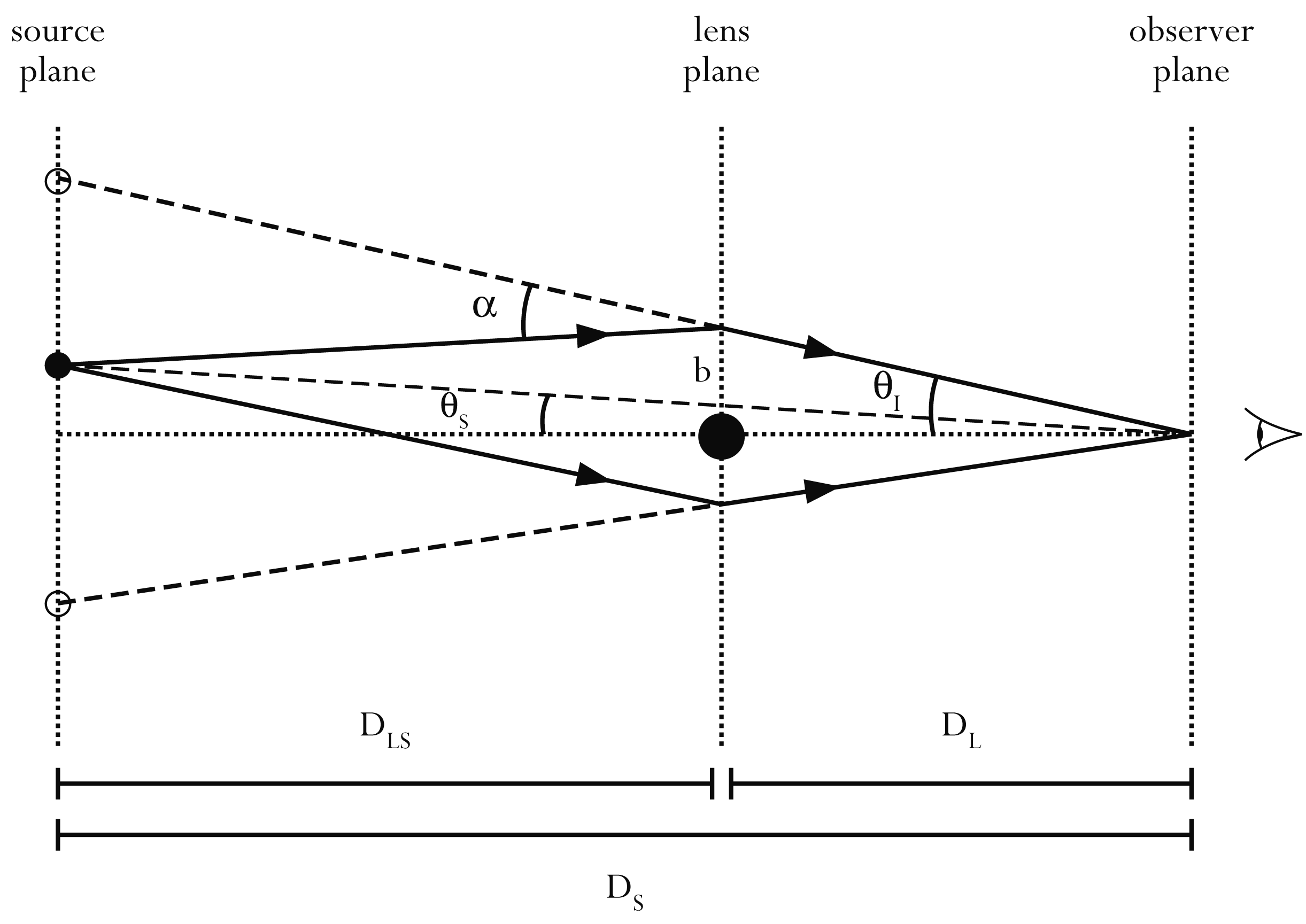
Geometrie gravitační čočky

Velikost Einsteinova prstence je dána Einsteinovým poloměrem. V radiánech dána vztahem
{\displaystyle \theta _{E}={\sqrt {{\frac {4GM}{c^{2}}}\;{\frac {d_{LS}}{d_{L}d_{S}}}}},}
kde
{\displaystyle G} je gravitační konstanta,
{\displaystyle M} je hmotnost čočky,
{\displaystyle c} je rychlost světla,
{\displaystyle d_{L}} je úhlová vzdálenost čočky,
{\displaystyle d_{S}} je úhlová vzdálenost zdroje, a
{\displaystyle d_{LS}} je úhlová vzdálenost mezi čočkou a zdrojem.
Poznámka: Při kosmologických vzdálenostech obecně platí {\displaystyle d_{LS}\neq d_{S}-d_{L}}.

## Historie
Zakřivení světla gravitačním objektem předpokládal Albert Einstein v roce 1912, krátce před publikováním obecné teorie relativity v roce 1916. Prstencový efekt v akademické literatuře poprvé zmínil v roce 1924 Orest Chwolson. Albert Einstein se k tomuto efektu vyjádřil v roce 1936 po výzvě českého inženýra Rudolfa Welta Mandla a uvedl: "Samozřejmě neexistuje téměř žádná šance pozorovat tento jev přímo. Zaprvé se sotva někdy dostatečně přiblížíme takové centrální linii. Zadruhé úhel β je mimo rozlišovacích schopností našich přístrojů."
V tomto vyjádření β představuje Einsteinův poloměr, v současnosti označován jako {\displaystyle \theta _{E}} (viz výše). Einstein zvažoval šanci pozorovat Einsteinovy prstence tvořené pouze hvězdami, ta je však je nízká. Šance pozorovat prstence tvořeny většími čočkami jako galaxie a černé díry je vyšší, protože úhlová velikost prstenců se zvětšuje s hmotností čočky.

## Známé Einsteinovy prstence
V současnosti jsou známé stovky gravitačních čoček. Zhruba půl tuctu z nich jsou částečné Einsteinovy prstence s průměrem do jedné vteřiny, protože buď rozložení hmotnosti čočky není dokonale osově symetrické nebo zdroj, čočka a pozorovatel nejsou v dokonalé rovině. Zatím nebyl pozorován dokonalý Einsteinův prstenec. Většina prstenců byla pozorována v rádiovém spektru.